# Anja Nissen
Anja Nissen (ur. 6 listopada 1995 w Winmalee) – duńsko-australijska piosenkarka, autorka piosenek, tancerka i aktorka, zwyciężczyni trzeciej australijskiej edycji programu The Voice (2014), reprezentantka Danii w 62. Konkursie Piosenki Eurowizji (2017).

## Życiorys

### Wczesne lata
Urodziła się w Winmalee w Nowej Południowej Walii jako córka Duńczyków, którzy w młodości wyemigrowali do Australii. Nissem dorastała razem ze starszą siostrą w Lower Blue Mountains. Uczęszczała do Winmalee High School, którą ukończyła w 2013.

### Kariera

#### Początki
W trakcie nauki w liceum brała udział w wielu konkursach wokalnych. W 2008, mając 12 lat, wzięła udział w przesłuchaniach do drugiej edycji programu Australia’s Got Talent, gdzie dotarła do etapu półfinałów. W kolejnych latach pojawiła się też w innych programach telewizyjnych, takich jak m.in. Young Talent Time, Mornings with Kerri-Anne czy Schools Spectacular.

#### 2014–2015:The Voice Australia 3i debiutancki album

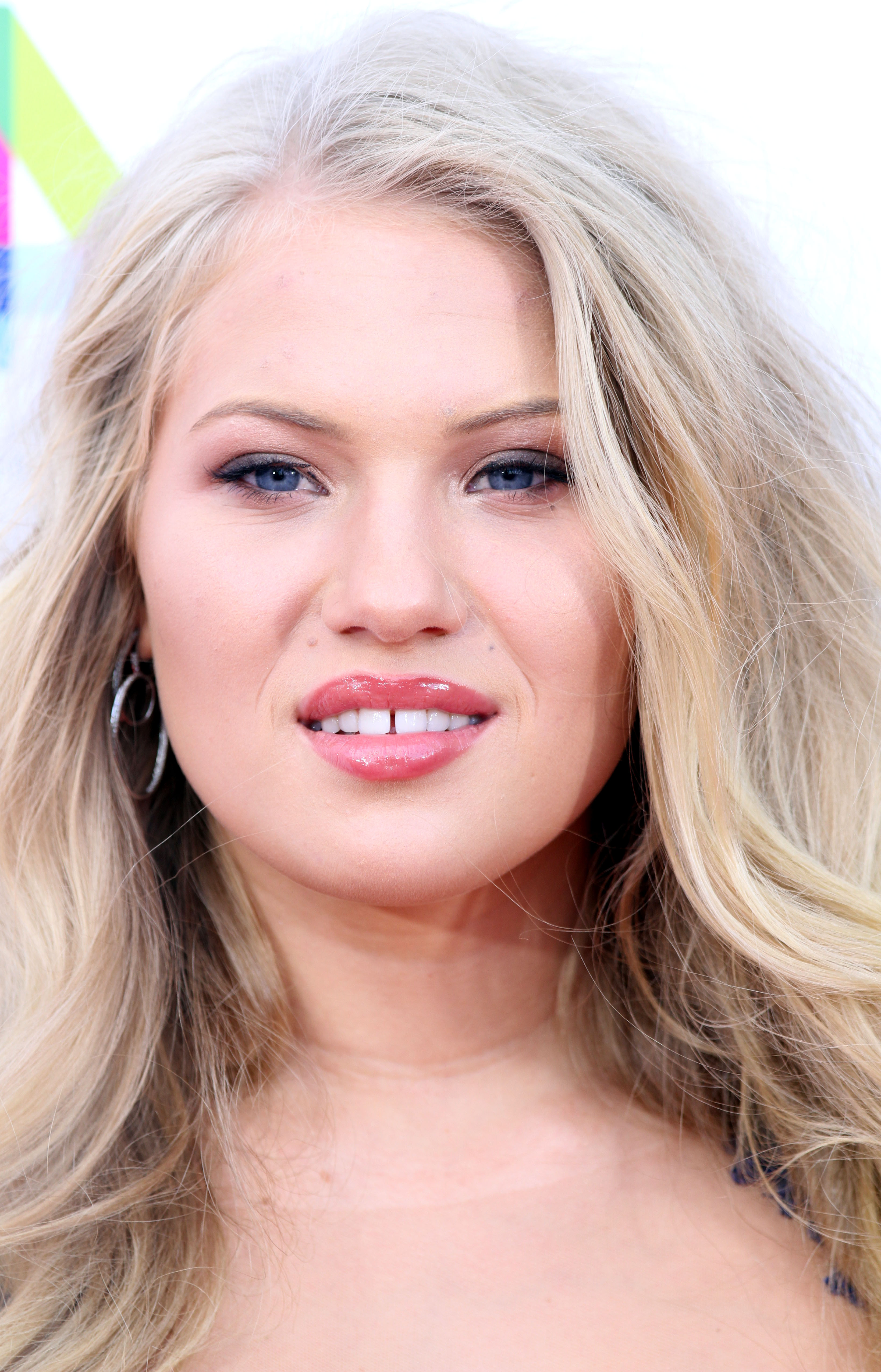
Anja Nissen, 2014

W 2014 wzięła udział w castingach do trzeciej edycji programu The Voice Australia. Na etapie przesłuchań w ciemno zaśpiewała utwór „Vanishing” Mariah Carey i dołączyła do drużyny will.i.ama. Pomyślnie przeszła przez etap bitew i zakwalifikowała się do odcinków na żywo. Ostatecznie dotarła do finału, w którym zajęła pierwsze miejsce dzięki zdobyciu największego poparcia telewidzów. 1 sierpnia premierę miał jej debiutancki album studyjny zatytułowany po prostu Anja Nissen, na którym znalazły się jej interpretacje piosenek wykonanych podczas udziału w programie, w tym m.in. „When Love Takes Over” Davida Guetty i Kelly Rowland, „Irreplaceable” Beyoncé, „I Have Nothing” Whitney Houston czy gospelowy hymn „His Eye Is on the Sparrow”. Niedługo później nagrała utwór „I’m So Excited” we współpracy z will.i.amem i Codym Wise’em. Nagrała też piosenkę „A Dream is a Wish Your Heart Makes” z filmu animowanego Kopciuszek na potrzeby płyty kompilacyjnej zatytułowanej We Love Disney, która ukazała się w listopadzie 2014. Jej wersja piosenki „Joy to the World” pojawiła się na świątecznym albumie The Salvation Army zatytułowanym Spirit of Christmas. W tym samym roku zaczęła pracę nad materiałem na kolejną płytę w Los Angeles oraz w Danii.
19 maja 2015 wydała singiel „Anyone Who Had a Heart”, który został nagrany na potrzeby programu Love Child emitowanego na kanale Nine Network. Na początku sierpnia ukazał się trzeci singiel piosenkarki – „Triumph”. W 2015 wystąpiła gościnnie w jednym z odcinków czwartej edycji programu The Voice Australia.

#### Od 2016:Dansk Melodi Grand Prixi Konkurs Piosenki Eurowizji

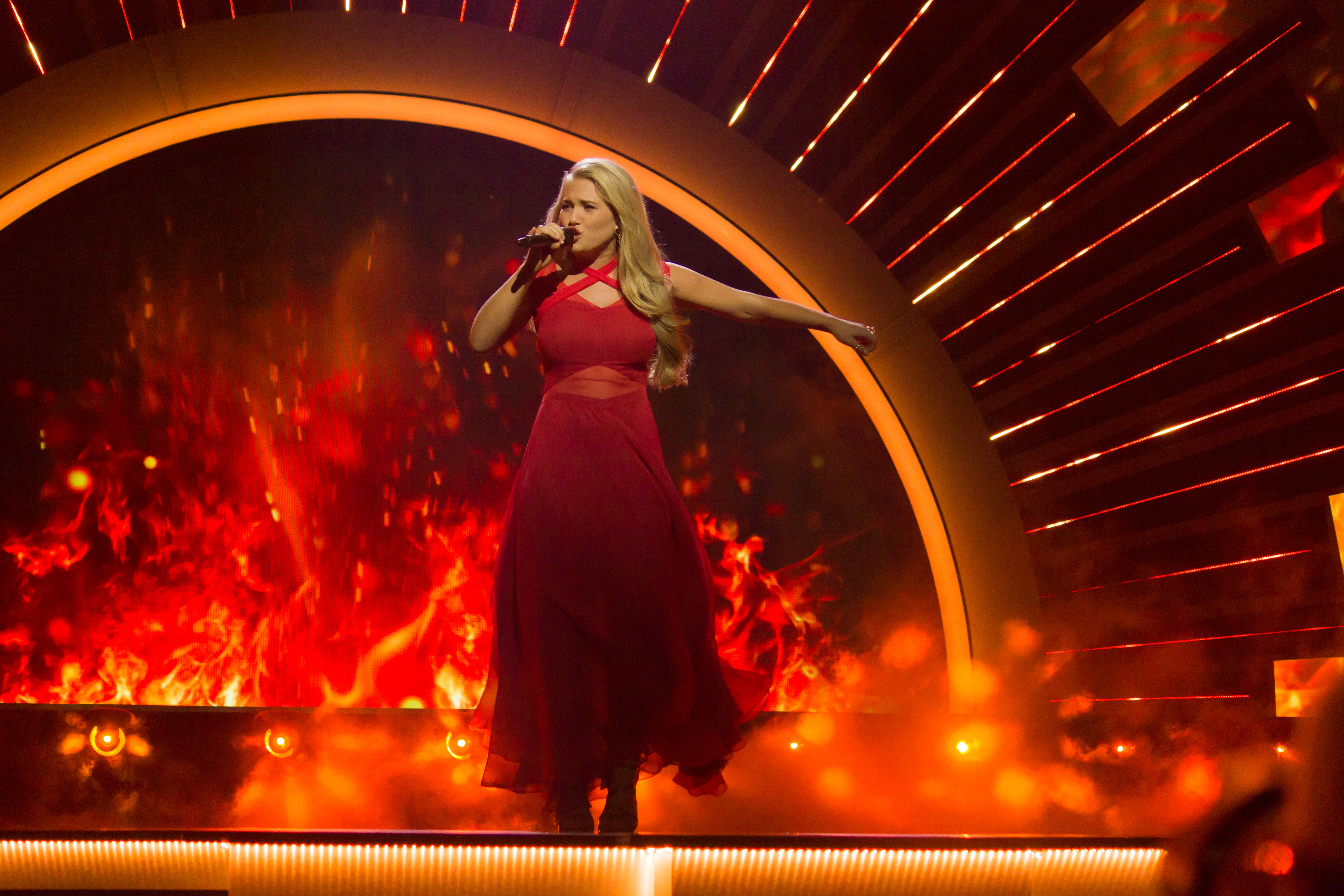
Anja Nissen podczas Dansk Melodi Grand Prix w 2017

10 stycznia 2016 została ogłoszona jedną z uczestniczek duńskich eliminacji eurowizyjnych Dansk Melodi Grand Prix 2016 z utworem „Never Alone”, który współtworzyła m.in. Emmelie de Forest, zwyciężczyni konkursu z 2013. 13 lutego wystąpiła w finale selekcji i zajęła drugie miejsce po zdobyciu 36% głosów telewidzów, przegrywając jedynie z boysbandem Lighthouse X. Rok później wystartowała w eliminacjach Dansk Melodi Grand Prix 2017, do których zgłosiła się z piosenką „Where I Am”. 25 lutego zaśpiewała ją w finale selekcji i zajęła pierwsze miejsce z 64% poparciem telewidzów, dzięki czemu została ogłoszona reprezentantką Danii w 62. Konkursie Piosenki Eurowizji  w Kijowie. 11 maja wystąpiła w drugim półfinale konkursu i z dziesiątego miejsca awansowała do finału rozgrywanego 13 maja. Zajęła w nim 20. miejsce z 77 punktami na koncie, w tym 8 punktów od telewidzów (21. miejsce) i 69 pkt od jurorów (13. miejsce).

## Dyskografia

### Albumy studyjne
- Anja Nissen (2014)

### EP
- Where I Am (2017)